# Hejnsvig Sogn

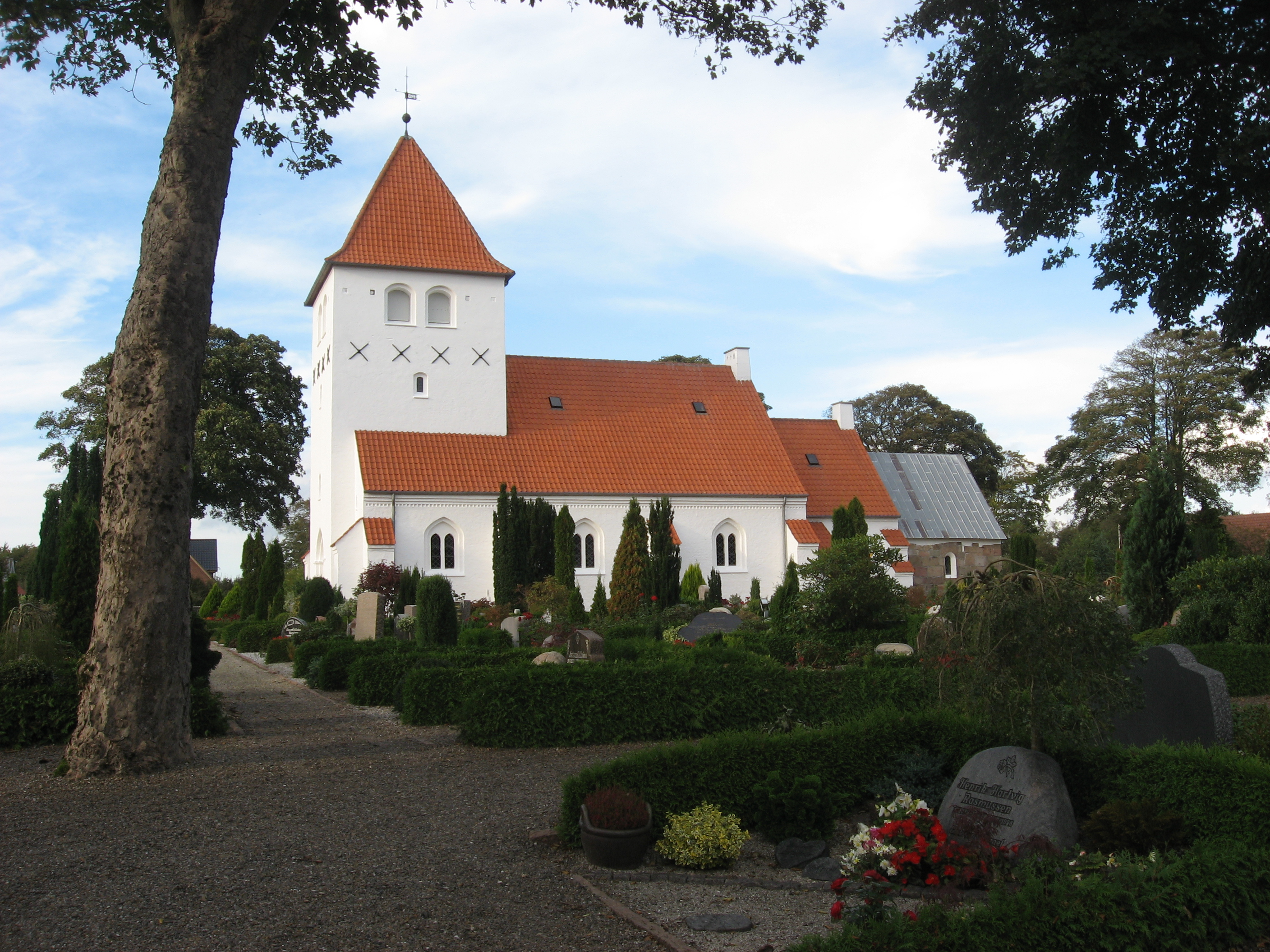
Hejnsvig Kirke

Hejnsvig Sogn ist eine Kirchspielsgemeinde (dän.: Sogn) im südlichen Dänemark. Bis 1970 gehörte sie zur Harde Slavs Herred im damaligen Ribe Amt, danach zur Grindsted Kommune im erweiterten Ribe Amt, die im Zuge der  Kommunalreform zum 1. Januar 2007 in der „neuen“  Billund Kommune in der Region Syddanmark aufgegangen ist. Am 1. Oktober 2010 wurde der ehemalige Kirchenbezirk Vesterhede Kirkedistrikt im Hejnsvig Sogn mit der Abschaffung der dänischen Kirchenbezirke ein selbständiges Sogn Vesterhede Sogn.
Im Kirchspiel leben 1602 Einwohner, davon 1021 im Kirchdorf (Stand:1. Januar 2023). Im Kirchspiel liegt die Kirche „Hejnsvig Kirke“.
Nachbargemeinden sind im Westen Stenderup Sogn, im Norden Grindsted Sogn, im Nordosten Grene Sogn, im Osten Vorbasse Sogn, ferner auf dem Gebiet der südlich benachbarten Vejen Kommune Lindknud Sogn und in der westlich gelegenen Varde Kommune Vester Starup Sogn.